# Brewster Kahle
Brewster Lurton Kahle ( /keɪl/ KAYL ;  n. 21 octombrie 1960) este un bibliotecar digital american, un informatician, antreprenor în domeniul Internetului și susținător al accesului universal la toate cunoștințele. Kahle a fondat Internet Archive și Alexa Internet. În 2012 a fost inclus în Internet Hall of Fame.

## Viață și carieră
Kahle s-a născut în New York și a crescut în Scarsdale, New York, avându-i ca părinți pe Margaret Mary (Lurton) și Robert Vinton Kahle, un inginer mecanic. A urmat liceul Scarsdale. În 1982 a absolvit Institutul de Tehnologie din Massachusetts cu o licență în științe informatice și inginerie. S-a axat în studiu pe inteligența artificială și a lucrat în facultate împreună cu Marvin Minsky și W. Daniel Hillis.
După absolvire, s-a alăturat echipei companiei Thinking Machines, unde a fost, timp de șase ani (1983–1989), inginer principal pentru produsul cel mai cunoscut al companiei, Connection Machine.  Acolo, împreună cu echipa sa, a dezvoltat sistemul WAIS, primul sistem de căutare distribuită pe Internet și de recuperare a documentelor, un precursor al World Wide Web. În 1992, a co-fondat, împreună cu Bruce Gilliat, WAIS, Inc. (vândut către AOL în 1995 pentru 15 milioane de dolari) și, în 1996, Alexa Internet  (vândut către Amazon.com în 1999 ). În aceeași perioadă când lucra la Alexa Internet, a fondat Arhiva Internetului, pe care continuă să o conducă. În 2001, a implementat  arhiva digitală Wayback Machine, care permite accesul public la arhiva World Wide Web pe care Internet Archive o adună din 1996. Kahle a fost inspirat să creeze Wayback Machine după ce a vizitat birourile din Alta Vista, unde a fost surprins de imensitatea sarcinii întreprinse și realizate: să stocheze și să indexeze tot ce era pe Web. Kahle afirmă: „Stăteam acolo, uitându-mă la această mașină care avea dimensiunea a cinci sau șase automate de Coca-Cola și a existat un moment de revelație care mi-a arătat: „Poți face totul”.
Kahle a fost ales membru al Academiei Naționale de Inginerie (2010) pentru arhivarea și punerea la dispoziție a tuturor formelor de informații digitale. El este, de asemenea, membru al Internet Hall of Fame, membru al Academiei Americane de Arte și Științe și face parte din consiliile Fundației Electronic Frontier, Public Knowledge, Arhiva Europeană (acum denumită Memoria Internetului ) și Arhiva Televiziunii. Este membru al consiliului consultativ al Programului național de conservare și infrastructură a informațiilor digitale al Bibliotecii Congresului și este membru al Comitetului consultativ pentru infrastructura cibernetică a Fundației Naționale de Știință din SUA. În 2010 a primit un doctorat onorific în informatică de la Simmons College, unde a studiat biblioteconomia în anii 1980.
Kahle și soția sa, Mary Austin, conduc Fundația Kahle/Austin. Printre alte proiecte, fundația sprijină  proiectul GNU al Free Software Foundation, suma totală donată în 2011 fiind de aproximativ 4,5 milioane de dolari.
În 2012, Kahle și veteranul bancar Jordan Modell au înființat Internet Archive Federal Credit Union pentru a deservi oamenii din New Brunswick, NJ și Highland Park, New Jersey, precum și participanții la programe care atenuează sărăcia în acele zone. Programul s-a încheiat voluntar în 2015. 

### Advocacy pentru digitizare
Kahle a criticat programul Google de digitizarea cărților, în special cu privire la exclusivitatea Google în restricționarea accesului digital al altor motoare de căutare la cărțile pe care le arhivează. Într-o discuție din 2011, Kahle a descris funcția „fragment” de la Google ca un mijloc de a rezolva problemele legate de drepturile de autor și și-a exprimat frustrarea față de lipsa unui sistem decent de împrumut pentru materialele digitale. El a spus că tranziția digitală s-a mutat de la control local la control central, non-profit la for-profit, diversă la omogenă și de la „reglementat prin lege” la „consumat prin contract”. Kahle a afirmat că inclusiv materialul din domeniul public publicat înainte de 1923 și care nu este supus legii drepturilor de autor, este încă legat de contractele Google și necesită permisiune pentru a fi distribuit sau copiat. Kahle a argumentat că această tendință a apărut din mai multe motive: distribuirea informațiilor care favorizează centralizarea, costul economic al digitizării cărților, problema personalului bibliotecii care nu are cunoștințele tehnice necesare pentru a construi aceste servicii și decizia administratorilor de a externaliza serviciile informatice.

Kahle a susținut în 2009:
Nu este atât de scump. Pentru costul a 60 de mile de autostradă, putem avea o bibliotecă digitală de 10 milioane de cărți disponibilă unei generații care crește citind pe ecran. Sarcina noastră este să punem cele mai bune lucrări ale omenirii la îndemâna acelei generații. Printr-o simplă căutare pe Web, un student care cercetează viața lui John F. Kennedy ar trebui să poată găsi cărți din multe biblioteci și din multe librării — și să nu se limiteze la o bibliotecă privată ale cărei titluri sunt disponibile contra cost, controlate de o corporație care poate dicta ceea ce avem voie să citim.

### Alte beneficii ale digitalizării
În 1997, Kahle a explicat că, în afară de valoarea pe care arhivele digitale o au când sunt utilizate de către istorici, ele ar putea ajuta, de asemenea, la rezolvarea unor nemulțumiri comune privind infrastructura de Internet, cum ar fi adăugarea de fiabilitate la erorile „404 Document not found”, contextualizarea informațiilor pentru a le face mai de încredere și susținerea navigării pentru a ajuta la găsirea de conținut similar. Kahle a explicat, de asemenea, importanța adăugării  de metadate (informații despre informații) suficiente în arhivă, deoarece nu se știe de ce vor fi interesați viitorii cercetători și că ar putea fi mai problematic să găsească datele decât să le păstreze.

### Medii fizice
„Cunoașterea trăiește în multe forme diferite de-a lungul timpului”, a spus Kahle în 2011. „Mai întâi a fost în amintirile oamenilor, apoi a fost în manuscrise, apoi cărți tipărite, apoi microfilme, CD-ROM-uri, acum pe Internetul în format digital. Fiecare dintre aceste generații este foarte importantă”. Kahle este puternic împotriva ideii de a arunca, pur și simplu cărțile. Inspirat de Rezerva mondială de semințe din Svalbard el și-a propus să colecteze o copie fizică a fiecărei cărți publicate vreodată. „Nu vom ajunge acolo, dar acesta este scopul nostru”, a spus el. „Vrem să vedem cum cărțile trăiesc pentru totdeauna”. Subliniind că chiar și cărțile digitale au o casă fizică pe un hard disk undeva, el vede salvarea artefactelor fizice ale stocării informațiilor ca o modalitate de a le proteja împotriva incertitudinii viitorului. Pe lângă cărți, Kahle plănuiește să stocheze serverele vechi ale Internet Archive, care au fost înlocuite în 2010.  El început prin a echipa containere convenționale cu climatizare pentru a le face  unități de depozitare climatizate. Fiecare container poate conține aproximativ 40.000 de volume, de dimensiunea unei filiale de biblioteci. În 2011, Kahle a adunat aproximativ 500.000 de cărți. El crede că depozitul este suficient de mare pentru a deține aproximativ un milion de titluri, fiecare având un cod de bare care identifică cutia de carton, paletul și containerul de transport în care se află. O anumită carte poate fi preluată în aproximativ o oră, nu pentru a fi împrumutată, ci pentru a fi folosită pentru a verifica conținutul înregistrat pe alt mediu. Experții în conservarea cărților au comentat că va trebui să se confrunte cu paraziți și cu aproximativ un secol de cărți tipărite pe hârtie de pastă de lemn care se dezintegrează în timp din cauza propriei sale acidități. Peter Hanff, director adjunct al Bibliotecii Bancroft din UC Berkeley, a spus că doar păstrarea cărților pe coasta de vest a SUA îi va salva de fluctuațiile climatice care sunt obișnuite în alte părți ale țării.

## Premii și afilieri
- 2004 Premiul Paul Evan Peters de la Coalition of Networked Information (CNI).[21]
- 2005 Academia Americană de Arte și Științe
- Consiliul consultativ NDIIP al Bibliotecii Congresului
- Consiliul consultativ pentru infrastructura cibernetică NSF
- 2007 Beneficiar al premiului Knowledge Trust Honors
- 2008 Premiul Robert B. Downs pentru libertatea intelectuală de la Universitatea din Illinois
- Public Knowledge, beneficiar al premiului IP3
- 2009 „50 Visionaries Changing Your World”, Utne Reader[22]
- 2010 Academia Națională de Inginerie
- 2010 Doctor  honoris causa în drept, Universitatea din Alberta[23]
- 2010 Premiul Zoia Horn pentru libertate intelectuală[24][25]
- 2012 Premiul Peter Jackson pentru inovație acordat de Asociația Industriei de Software și Informații din SUA (SIIA)[26]
- 2012 Inclus în Internet Hall of Fame
- 2013 LITA/Library Hi Tech Award pentru comunicare remarcabilă în bibliotecă și tehnologia informației[27]

## Publicații
Articole
- Parte responsabilă: „Brewster Kahle: A Library of the Web on the Web”, The New York Times, 8 septembrie 2002
- „Cum funcționează Wayback Machine”, O'Reilly Network, 21 ianuarie 2002
- „Brewster Kahle on the Internet Archive and People’s Technology”, O'Reilly Network, interviu de Lisa Rein, 22 ianuarie 2004
- Coada ACM: „O conversație cu Brewster Kahle”, iunie 2004
- Arhivirul: „Brewster Kahle a făcut o copie a internetului. Acum, el vrea fișierele tale" , Slate, 7 aprilie 2005
- „Viziunea unui bărbat: Biblioteca mondială online”, San Francisco Chronicle, 22 noiembrie 2005
- Kahle Keynote la Wikimania 2006
- „Grant Funds Open-Source Challenge to Google Library” Cnet, 21 decembrie 2006
- Mențiune din 2007 în San Francisco Chronicle
- „The Internet’s Librarian”, The Economist, 5 martie 2009
- „A Book Grab by Google” de Brewster Kahle, Washington Post Op-Ed, 19 mai 2009
- „Lend Ho! Brewster Kahle este un ghimpe în partea lui Google”, Forbes, 16 noiembrie 2009
- Brewster Kahle a fost numit unul dintre cei „50 de vizionari care vă schimbă lumea”, Utne Reader, noiembrie-decembrie 2009
- „Fondatorul Internet Archive se îndreaptă către un nou dispozitiv de stocare a informațiilor – cartea”, The Guardian, 1 august 2011
- Pânză de păianjen: „Internetul poate fi arhivat?” , The New Yorker, 26 ianuarie 2015
- „Creatorul arhivei Internet ar trebui să fie următorul bibliotecar al Congresului”, Slate, 10 septembrie 2015

Audio video
- „Viitorul Internetului”, Science Friday, 1993, Brewster Kahle, pe atunci președinte al WAIS, participant.
- „Accesul public la materialele digitale”, Biblioteca Congresului, RealVideo și diapozitive, 20 noiembrie 2002
- Digital Futures: „Universal Access to All Knowledge”, videoclip CSPAN al lui Brewster Kahle, 13 decembrie 2004
- Conversații IT: „Acces universal la toate cunoștințele”, audio, cu Brewster Kahle, 16 decembrie 2004
- PBS NerdTV: Episodul #4 „An Interview with Brewster Kahle” Arhivat în 17 octombrie 2011, la Wayback Machine., de Robert X. Cringely, video, audio și transcriere, 18 august 2005 link player Arhivat în 16 martie 2016, la Wayback Machine., 27 septembrie 2005
- Conversații IT: interviu Tech Nation cu Dr. Moira Gunn, 7 februarie 2006
- Los Angeles Times: Comentariu de Patt Morrison, 28 ianuarie 2012